# Гришалёв, Виктор Фёдорович
Виктор Фёдорович Гришалёв — советский хозяйственный, государственный и политический деятель, Герой Социалистического Труда.

## Биография
Родился в 1929 году в Гомельской области. Член КПСС.
С 1945 года — на хозяйственной, общественной и политической работе. В 1945—1989 гг. — тракторист в селе Лозоватка Криворожского района Днепропетровской области, военнослужащий Советской Армии, тракторист, звеньевой бригады по внесению минеральных и органических удобрений, бригадир тракторной бригады колхоза имени XXII съезда КПСС Широковского района Днепропетровской области Украинской ССР.
Указом Президиума Верховного Совета СССР от 19 апреля 1967 года присвоено звание Героя Социалистического Труда с вручением ордена Ленина и золотой медали «Серп и Молот».
Умер в селе Миролюбовка в 1995 году.